# Andrea Sawowa
Andrea Sawowa (bulgarisch Андреа Савова; englisch Andrea Savova; * 4. Oktober 2000) ist eine bulgarische Leichtathletin, die sich auf den Sprint spezialisiert hat.

## Sportliche Laufbahn
Erste internationale Erfahrungen sammelte Andrea Sawowa im Jahr 2020, als sie bei den Balkan-Hallenmeisterschaften in Istanbul mit der bulgarischen 4-mal-400-Meter-Staffel in 3:52,11 min den vierten Platz belegte. Im Jahr darauf gelangte sie bei den Balkan-Hallenmeisterschaften ebendort mit 3:51,25 min auf Rang sechs und 2023 wurde sie bei der 2. Liga der Team-Europameisterschaft im Rahmen der Europaspiele in Chorzów in 3:22,58 min Vierte im B-Lauf in der Mixed-Staffel über 4-mal 400 Meter. Anschließend belegte sie bei den Balkan-Meisterschaften in Kraljevo in 55,68 s den fünften Platz im A-Lauf über 400 Meter. Im Jahr darauf wurde sie bei den Balkan-Hallenmeisterschaften in 56,9 s Fünfte im C-Lauf über 400 Meter und 2025 gewann sie bei den Balkan-Hallenmeisterschaften in Belgrad in 54,14 s die Silbermedaille im 400-Meter-Lauf hinter der Kroatin Veronika Drljačić. Ende Juni kam sie bei der 2. Liga der Team-Europameisterschaft über 400 Meter sowie in der Mixed-Staffel zum Einsatz. Anschließend wurde sie bei den Balkan-Meisterschaften in Volos in 53,80 s Fünfte über 400 Meter und gelangte im 200-Meter-Lauf mit 24,11 s auf den fünften Platz im B-Lauf.
In den Jahren 2024 und 2025 wurde Sawowa bulgarische Meisterin im 400-Meter-Lauf im Freien und in der Halle sowie 2024 Hallenmeisterin in der 4-mal-400-Meter-Staffel.

## Persönliche Bestleistungen
- 200 Meter: 23,98 s (+0,6 m/s), 21. Juni 2025 in Weliko Tarnowo
  - 200 Meter (Halle): 24,19 s, 23. Februar 2025 in Sofia
- 400 Meter: 53,09 s, 14. Juni 2025 in Regensburg
  - 400 Meter (Halle): 53,40 s, 22. Februar 2025 in Sofia